# ザンクト・ヨハン修道院
ザンクト・ヨハン修道院（聖ヨハネ修道院）は、スイス・グラウビュンデン州の都市ミュスタイアにある旧ベネディクト会修道院。希有な保存状態の良好さを誇るカロリング様式の建造物であることから、1983年にユネスコの世界遺産に登録された。
修道院はクールの司教によって780年頃に建てられたと考えられている。この修道院は、1167年に女子修道院になった。20世紀の修復作業を通じて、1160年代以降のロマネスク様式のフレスコ画が発見された。他の壁画はカール大帝の治世のものである。

## 登録基準
この世界遺産は世界遺産登録基準のうち、以下の条件を満たし、登録された（以下の基準は世界遺産センター公表の登録基準からの翻訳、引用である）。
- (3) 現存するまたは消滅した文化的伝統または文明の、唯一のまたは少なくとも稀な証拠。

座標: 北緯46度37分47.6秒 東経10度26分54.7秒 / 北緯46.629889度 東経10.448528度